# Aymanam
Aymanam är en ort i Indien.   Den ligger i distriktet Kottayam och delstaten Kerala, i den södra delen av landet, 2 100 km söder om huvudstaden New Delhi. Aymanam ligger 9 meter över havet och antalet invånare är 35 562.
Terrängen runt Aymanam är platt. Runt Aymanam är det mycket tätbefolkat, med 1 266 invånare per kvadratkilometer. Närmaste större samhälle är Kottayam, 3,2 km sydost om Aymanam. Trakten runt Aymanam består till största delen av jordbruksmark.